# Икел (король англов)
Икел (др.-англ. Icel) — король англов, которые прибыли в 490 году в Британию. Икел был сыном Эомера, англа из Ютландии. Он прибыл вместе со своим братом Винтой на территорию государства Каэр-Линуй (совр. Линкольншир). Икел и его брат двинулись вглубь острова и разграбили Каэр-Лерион (совр. Лестершир). Возможно, Икел и его брат были участниками битвы при Бадоне.